# Рекашев Ісидор Григорович
Рекашев Ісидор Григорович — професор Київського політехнічного інституту, російський монархіст, статський радник. Гласний Київської міської думи.

## Біографія
Народився в Гомелі, у родині міщанина. Після здобуття середньої освіти викладав фізику в училищі в Петербурзі. Поступив на фізико-математичний факультет Київського університету, який закінчив 1889 року. Після випуску здобув стипендію для підготовки на професорське звання при кафедрі прикладної математики, де склав магістерський іспит 26 березня 1892 року. З жовтня 1892 року працював у Київській жіночій гімназії.
У 1893 році перебував у науковому відрядженні в Берліні, Цюриху та Парижі, де вивчав будівельну та прикладну механіку, проєктивну геометрію та графічну статистику.
З 23 вересня 1897 року виконував обов'язки викладача математики в Другому московському кадетському корпусі. Проте вже 15 серпня 1898 року повернувся до Києва, де посів посаду викладача геометрії в новоствореному Політехнічному інституті.
У 1907 році заснував Київське педагогічне товариство імені К. Д. Ушинського (за іншими даними серед засновників були інші київські професори)
З 1909 року Рекашев викладав аналітичну механіку в Київському університеті. Також викладав на Вищих жіночих курсах та в приватній жіночій гімназії Клуссінш. У 1912 році очолював педагогічну раду цієї гімназії.
Мешкав на вулиці Тарасівській 9, де 26 січня (8 лютого за гр григоріанським календарем) 1918 року загинув від потрапляння фрагменту снаряду під час обстрілу Києва російсько-більшовистськими військами. Похований 30 січня 1918 року на цвинтарі на Аскольдовій могилі.
1898 року передав до бібліотеки КПІ свою збірку книг, зокрема понад 500 книг з зібрання професора Київського університету Івана Рахманінова.

## Політична діяльність
Член Партії правового порядку з 1905 року.
У 1907 році балотувався до Державної думи від партії «Союз російського народу», але не був обраний.
Навесні 1917 року разом з Катериною Шульгіною заснував Національне культурно-політичне товариство «Русь», що об'єднало київських чорносотенців, та став на його чолі. У 1917 обраний гласним Київської міської думи від списку № 3 «Позапартійний блок російських виборців» на чолі з Василем Шульгіним та Анатолієм Савенком. У листопаді 1917 року балотувався до Всеросійських Установчих зборів від того ж блоку (список № 8) по Київській губернії під номером 11, проте блок не здобув жодного мандату.